# Шагова Надія Дем'янівна
Надія Дем'янівна Шагова (нар. 10 листопада 1943, село Синиця, тепер Обухівського району Київської області) — українська радянська діячка, апаратниця Ладижинського заводу ферментних препаратів Тростянецького району Вінницької області. Депутат Верховної Ради УРСР 11-го скликання.

## Біографія
Освіта середня.
З 1960 року — штукатур будівельного управління № 19 тресту «Київміськбуд»; сушильниця на заводі «Склопластик»; формувальниця Сєверодонецького приладобудівного заводу Ворошиловградської області.
З 1976 року — апаратниця Ладижинського заводу ферментних препаратів Тростянецького району Вінницької області.
Потім — на пенсії в місті Ладижині Вінницької області.

## Нагороди
- ордени
- медалі